# Arthur Liebert
Arthur Liebert ursprungligen Arthur Levy, född 10 november 1878, död 5 november 1946, var en tysk filosof.
Liebert blev professor i Berlin 1928. Han utgick från den marburgska riktningen av nykantianismen, vilken han försökte förknippa med den efterkantianska idealismen och fullständiga genom en metafysik. Metafysikens föremål är "det absoluta" som ock kan bli problematiskt känt, beskrivet i Das Problem der Geltung (1906 och 1920) och Wie ist kritische Philosophie überhaupt möglich? (1919). Bland Lieberts övriga skrifter märks August Strindberg. Seine Weltanschauung und Seine Kunst (1920, svensk översättning 1925).